# مارك بدرازا
مارك بدرازا (بالإسبانية: Marc Pedraza) (6 فبراير 1987 ببرشلونة في إسبانيا - ) هو لاعب كرة قدم إسباني في مركز الوسط. شارك مع منتخب إسبانيا تحت 16 سنة لكرة القدم ومنتخب إسبانيا تحت 17 سنة لكرة القدم ومنتخب إسبانيا تحت 19 سنة لكرة القدم. أما مع النوادي، فقد لعب مع إسبانيول وديبورتيفو ألافيس ونادي أوسبيتاليت ونومانسيا وإسبانيول ب.

## روابط خارجية
- مارك بدرازا على موقع قاعدة بيانات كرة القدم.إي يو (الإنجليزية)
- مارك بدرازا على موقع Soccerway.com (الإنجليزية)
- مارك بدرازا على موقع AS.com (الإسبانية)